# Amelie Morgan
Pour les articles homonymes, voir Morgan.
Amelie Morgan est une gymnaste artistique britannique, née le 31 mai 2003 à Slough, dans le Berkshire.
Aux Championnats d'Europe de 2021, elle remporte la médaille de bronze aux barres asymétriques.

## Palmarès

### Jeux olympiques
- Tokyo 2020
  -  médaille de bronze au concours général par équipes

### Jeux olympiques de la jeunesse
- Buenos Aires 2018
  -  médaille d'argent aux concours général individuel
  -  médaille d'argent au sol
  -  médaille de bronze à la poutre

### Championnats d'Europe
- Bâle 2021
  -  médaille de bronze aux barres